# Colostygia brockenensis
Colostygia brockenensis är en fjärilsart som beskrevs av Embrik Strand 1920. Colostygia brockenensis ingår i släktet Colostygia och familjen mätare. Inga underarter finns listade i Catalogue of Life.